# Bezzia narynica
Bezzia narynica är en tvåvingeart som beskrevs av Remm 1973. Bezzia narynica ingår i släktet Bezzia och familjen svidknott. Inga underarter finns listade i Catalogue of Life.